# ダンサンドル＝クランコナル男爵
ダンサンドル＝クランコナル男爵（ダンサンドル＝クランコナルだんしゃく、英: Baron Dunsandle and Clanconal）は、アイルランド貴族の爵位。1845年に創設され、1911年に廃絶した。

## 歴史
ゴールウェイ県の地主で庶民院議員を務めたジェームズ・デイリー(1782–1847)は1845年6月6日にアイルランド貴族であるゴールウェイ県ダンサンドルにおけるダンサンドル＝クランコナル男爵に叙された。1800年合同法の施行以降、新しいアイルランド貴族爵位の創設には既存の爵位が3つ廃絶する必要があり、ダンサンドル＝クランコナル男爵位の創設はセント・ヘレンズ男爵、ラッドロー伯爵、アスローン伯爵の廃絶を根拠とした。2代男爵デニス・セント・ジョージ・デイリー(1810–1893)は保守党所属のアイルランド貴族代表議員を務めた。
初代男爵の孫にあたる4代男爵が未婚のまま1911年に死去すると、爵位は廃絶した。

## ダンサンドル＝クランコナル男爵（1845年）
- 初代ダンサンドル＝クランコナル男爵ジェームズ・デイリー（1782年 – 1847年）
- 第2代ダンサンドル＝クランコナル男爵デニス・セント・ジョージ・デイリー（1810年 – 1893年）
- 第3代ダンサンドル＝クランコナル男爵スケッフィントン・ジェームズ・デイリー（1811年 – 1894年）
- 第4代ダンサンドル＝クランコナル男爵ジェームズ・フレデリック・デイリー（1849年 – 1911年）